# Nikolai Podvoisky
Nikolai Ilyich Podvoisky (em russo:  Николай Ильич Подвойский); 16 de fevereiro de 1880 — 28 de julho de 1948) foi um revolucionário russo. Desempenhou um grande papel na Revolução Russa de 1917 e escreveu muitos artigos para o jornal soviético Krasnaya Gazeta. Também escreveu uma história da Revolução Bolchevique, que descreve o progresso da Revolução Russa sem mencionar Leon Trótski ou Josef Stalin.
Foi presidente do Comitê Militar Revolucionário do Soviete de Petrogrado e um da troika que liderou o assalto do Palácio de Inverno e encomendou a Serguei Eisenstein para criar uma versão cinematográfica da reconstituição de 1920. Imediatamente após a Revolução Bolchevique em outubro de 1917, serviu como o primeiro Comissário de Defesa da Rússia até março de 1918.